# Badiraguato
Badiraguato – miasto w północno-wschodniej części meksykańskiego stanu Sinaloa, położone w odległości około 150 kilometrów od wybrzeża Pacyfiku nad Zatoką Kalifornijską, na północ od stolicy stanu Culiacán Rosales. Badiraguato leży w dolinie rzeki o tej samej nazwie, meandrującej u podnóża Sierra Madre Occidental. Miasteczko w 2005 roku liczyło 3562 mieszkańców.
Cieszy się złą sławą handlarzy narkotyków. Jest miejscem urodzenia baronów narkotykowych – Rafaela Caro Quintero i Joaquín Guzmán Loera. Nazywane jest czasem Meksykańska Sycylią. W przeszłości (głównie w latach 40. i 50.) odkrywano olbrzymie, ukryte w górach, plantacje makowe.

## Gmina Badiraguato

Położenie gminy Badiraguato na mapie stanu Sinaloa

Miasto jest siedzibą władz gminy Badiraguato, jednej z 18 gmin w stanie Sinaloa. Granice gminy są jednocześnie granicami ze stanami Chihuahua i Durango. Według spisu z 2005 roku ludność gminy liczyła 32 295 mieszkańców. Gminę utworzono w 1915 roku decyzją gubernatora stanu Sinaloa.
Ludność gminy jest zatrudniona według ważności w następujących gałęziach: rolnictwie, hodowli, przemyśle i usługach turystycznych. Najczęściej uprawia się, sorgo, orzeszki ziemne, soję, krokosz i ciecierzycę a przemysł to głównie drewno-papierniczy oraz rękodzielnictwo. Na terenie gminy wydobywa się również prymitywnymi metodami srebro, miedź i ołów.